# Roman Dolidze
Roman Dolidze (georgiska: რომან დოლიძე, ryska: Рома́н Доли́дзе), född 15 juli 1988 i Batumi i Georgien, är en georgisk MMA-utövare som sedan 2020 tävlar i MMA-organisationen UFC.

## Bakgrund
2016 grundade Dolidze MMA-gymmet RD Sport i Odessa, Ukraina där han även är aktiv som tränare.

## Karriär
Dolidze var MMA-organisationen WWFC:s tidigare lätta tungviktsmästare med ett framgångsrikt titelförsvar innan han skrev på för UFC. Dolidze är även en skicklig grapplare. 2016 vann han guld i ADCC Asien & Oceanien mästerskapen.

## Tävlingsfacit

### MMA
| Resultat | Facit | Motståndare              | Metod                   | Evenemang                                   | Datum            | Rond | Tid  | Plats                               | Notering |
| -------- | ----- | ------------------------ | ----------------------- | ------------------------------------------- | ---------------- | ---- | ---- | ----------------------------------- | -------- |
| Vinst    | 1-0   | Alexander Kovbel (UKR)   | Submission (heel-hook)  | RFP West Fight 23                           | 9 december 2016  | 1    | 0:42 | Odessa, Ukraina                     |          |
| Vinst    | 2-0   | Remi Delcampe (FRA)      | Submission (heel-hook)  | WWFC Cage Encounter 6                       | 29 mars 2017     | 1    | 0:56 | Kiev, Ukraina                       |          |
| Vinst    | 3-0   | Zjumabek Aijigit (KGZ)   | Submission (rear-naked) | WWFC Cage Encounter 7                       | 14 juni 2017     | 1    | 1:21 | Kiev, Ukraina                       |          |
| Vinst    | 4-0   | Amirali Joroev (KAZ)     | TKO (slag)              | WWFC Cage Encounter 9                       | 14 december 2017 | 1    | 3:34 | Kiev, Ukraina                       |          |
| Vinst    | 5-0   | Eder de Souza (BRA)      | KO (slag)               | WWFC 11                                     | 16 juni 2018     | 2    | 3:36 | Kiev, Ukraina                       |          |
| Vinst    | 6-0   | Michal Pasternak (POL)   | KO (slag)               | WWFC 13                                     | 15 december 2018 | 3    | 3:00 | Kiev, Ukraina                       |          |
| Vinst    | 7-0   | Chadis Ibragimov (RUS)   | TKO (knä och slag)      | UFC Fight Night: Figueiredo vs. Benavidez 2 | 18 juli 2020     | 1    | 4:15 | Fight Island, Förenade Arabemiraten |          |
| Vinst    | 8-0   | John Allan (BRA)         | Domslut (delat)         | UFC on ESPN: Hermansson vs. Vettori         | 5 december 2020  | 3    | 5:00 | Las Vegas, NV, USA                  |          |
| Förlust  | 8-1   | Trevin Giles (USA)       | Domslut (enhälligt)     | UFC on ESPN: Brunson vs. Holland            | 20 mars 2021     | 3    | 5:00 | Las Vegas, NV, USA                  |          |
| Vinst    | 9–1   | Laureano Staropoli (ARG) | Domslut (enhälligt)     | UFC Fight Night: Rozenstruik vs. Sakai      | 5 juni 2021      | 3    | 5:00 | Las Vegas, NV, USA                  |          |